# Oudenaarde
Oudenaarde (Francês Audenarde), é um município belga na região da Flandres, província de Flandres Oriental. O município abrange a cidade de Oudenaarde propriamente dita e as vilas de Bevere, Edelare, Eine, Ename, Heurne, Leupegem, Mater, Melden, Mullem, Nederename, Volkegem, and Welden.
Do século XV até ao século XVIII, mas em especial no século XVI Oudenaarde foi um bem conhecido centro de produção de tapeçarias. O nome da cidade significa "campo antigo ou "fios de tecido de linho castanhos". Hoje Oudenaarde é conhecida por ser a "pérola da Ardenas flamenga"

## História

### A glória de Ename

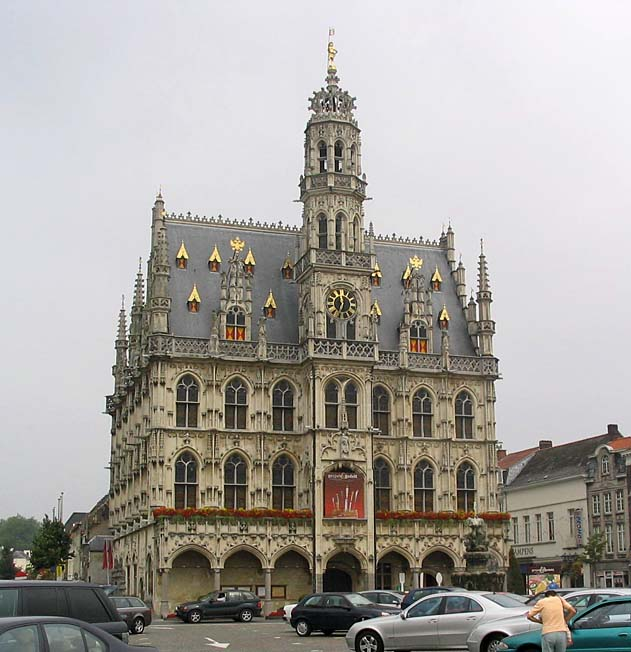
Edifício da Câmara Municipal, construído entre 1526 e 1537.

A história do município de Oudenaarde começou em 974, quando Oto II e rei da Alemanha, mandou ali construir uma das suas três fortificações no rio Escalda em Ename para proteger o seu reino contra possíveis ataques da França (os outros dois postos de fronteira eram em Valenciennes e Antuérpia). Ename cresceu muito rápido. Por volta de 1005, a cidade já tinha um par de igrejas e tinha-se tornado a maior cidade do ducado da Lotaríngia. Em 1033, Balduíno IV da Flandres colocou a cidade como um posto de fronteira contra a Alemanha. Em 1047, Balduíno V consolidou a vitória do seu pai devido à sua mulher ter fundado uma abadia beneditina na cidade. Por essa época, os antigos mercadores e a corporação de artesãos de Ename tinham ido através do rio Escalda fundar a cidade de Oudenaarde.

### A Idade de Ouro de Oudeanarde
No século XI, a ecomnomia de Oudennarde floresceu graças à proximidade do rio Escalda e indústria de tapetes e tecidos. Construíram-se igrejas, claustros, e hospitais. Durante toda a Idade Média, a cidade foi uma das cidades mais leais apoiantes do Condes da Flandres, defendendo contra possíveis insurreições oriundas do sul, e até de Gante. A cidade tornou-se conhecida como a residência dos nobres.

### Declínio
Durante a Reforma, a população de Oudeaarde aderiu na sua maioria ao Protestantismo e aliaram-se a Gante contra Carlos V. Em 1582, após um prolongado cerco de Alexandre Farnese, a cidade finalmente rendeu-se e levou que muitos mercadores e mesmo nobres se retirassem da cidade. Oudenaarde aderiu tardiamente à Contra-Reforma, que resssuscitou por algum tempo o comércio de tapetes. Contudo, os dias de glória não voltaram. Os Franceses atacaram e tomaram a cidade de Oudenaarde três vezes em menos de um século. Em 1708, uma das batalhas-chave da Guerra da Sucessão de Espanha, conhecida como a Batalha de Oudenaarde teve lugar nos arredores da cidade. Oudenaarde ficou adormecida como uma vila provincial sobre o regime austríaco.
Como os seus vizinhos, na década de 1790 sofreu restrições religiosas impostas pela Revolução Francesa. A cidade sofreu destruições durante a Primeira Guerra Mundial.

## Economia
Na cidade fabrica-se cerveja, tecidos e curtumes.

## Monumentos

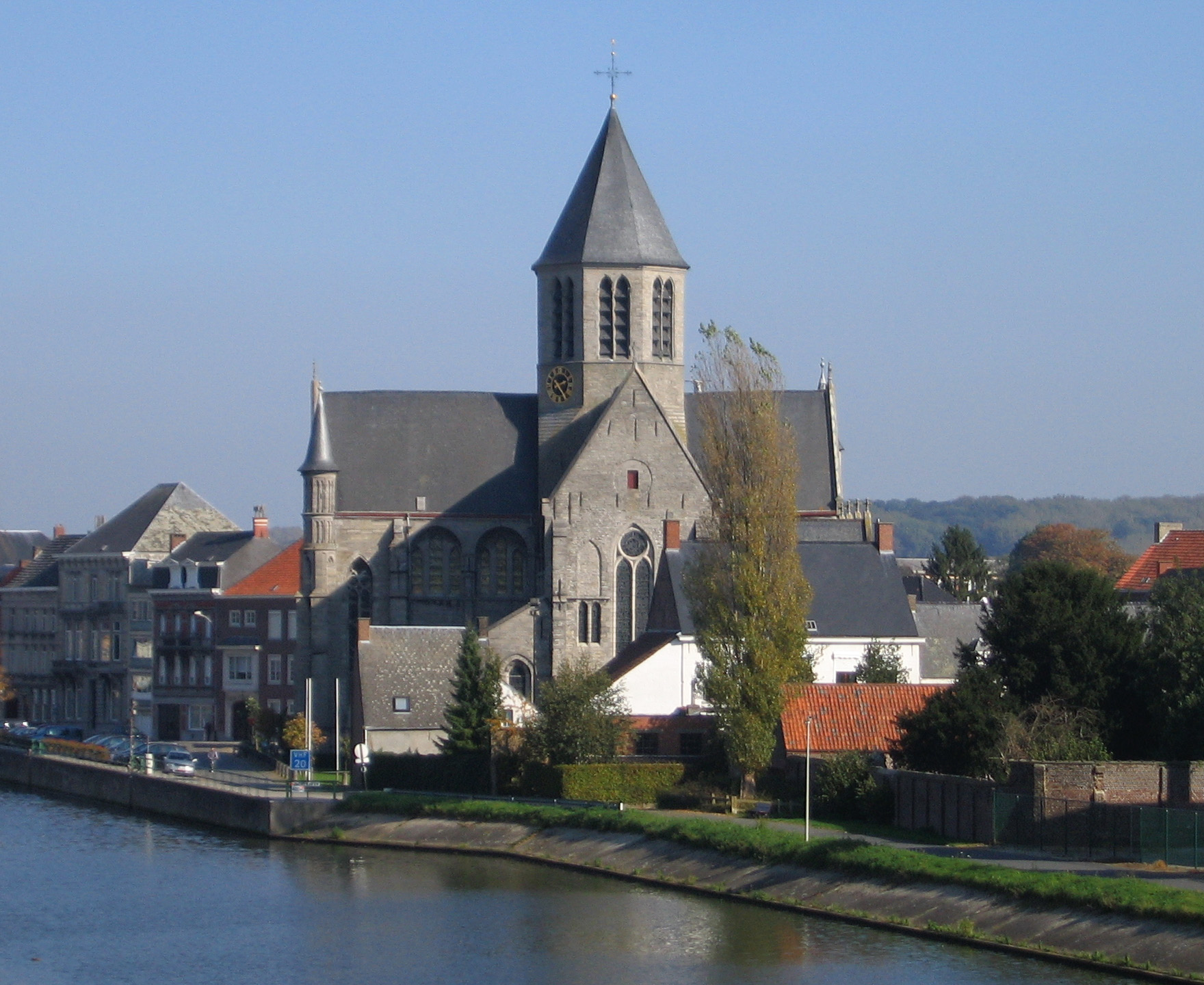
Igreja Nossa Senhora de Pamele.

- O Estilo flamejante, (Arquitectura gótica) da Câmara Municipal de Oudenaarde e a o campanário foram designados pela UNESCO como Património Mundial em 1999. A Câmara municipal aloja uma cole(c)ção única de tapeçarias de Oudenaarde.
- A Igreja de Nossa Senhora de Pamela, começou a ser construída em 1234 nas margens do rio Escalda e a Igreja de St Walburga próxima da praça do mercado são dignas de uma visita.

## Eventos
- Entre os vários eventos anuais há a salientar a esta da cerveja em Junho, uma festival ao ar-livre no verão e uma feira agrícola em Fevereiro.
- De dez em dez anos há uma exposição floral que tem lugar na praça do mercado (Grote Markt). O último teve lugar em 2005.

## Geminação
- França: Arras
- Países Baixos: Bergen op Zoom
- Roménia: Buzău
- Itália: Castel Madama
- Alemanha: Coburg
- Reino Unido: Hastings